# ان‌جی‌سی ۶۴۰۰
ان‌جی‌سی ۶۴۰۰ (انگلیسی: NGC 6400) نام یک کهکشان است.